# Bienvenue, mister Chance
Pour les articles homonymes, voir Being There (album).
Pour plus de détails, voir Fiche technique et Distribution.
Bienvenue Mister Chance (Being There) est une comédie dramatique américaine réalisée par Hal Ashby, sortie en 1979.

## Synopsis
Washington, DC, années 1970. Un jardinier quinquagénaire prénommé Chance, homme naïf et simple, coule une vie sans heurts à prendre soin du jardin d'une calme propriété préservée dans un quartier de la capitale. Il vit quasiment retiré du monde, ne sort jamais, n'est jamais monté dans une automobile et sa seule distraction est la télévision, qu'il contemple avec assiduité et fascination. Obligé de quitter cette maison et cette activité à la suite du décès de son employeur, Chance est heurté, dans la rue, par un véhicule dont la propriétaire, Eve Rand, l'accueille à son domicile pour lui faire prodiguer des soins. Chance se lie avec Benjamin « Ben » Rand, qui, peu après, reçoit la visite du président des États-Unis. Chance prend part à l'entretien et y disperse des avis, distillés comme des proverbes politiques d'analyse mais, en réalité, orientées jardinage. Le jardinier voit sa notoriété atteindre une hégémonie comme étant un oracle dont les paroles doivent être absolument suivies.

## Fiche technique
- Titre original : Being There
- Titre francophone : Bienvenue Mister Chance
- Réalisation : Hal Ashby
- Scénario : Jerzy Kosinski d’après son roman La Présence (réédité sous le titre M. Chance), Robert C. Jones
- Musique : Johnny Mandel
- Costumes : May Routh
- Photographie : Caleb Deschanel
- Montage : Don Zimmerman
- Production : Andrew Braunsberg
- Sociétés de production : Northstar International, Lorimar Film Entertainment, NatWest Ventures, BSB, CIP, Enigma, Fujisankei
- Société de distribution : United Artists (États-Unis)
- Format : couleur - 35 mm - 1,85:1 - Mono
- Pays d'origine :  États-Unis
- Langue originale : anglais
- Genre : Comédie dramatique
- Durée : 130 minutes
- Dates de sortie :
  - États-Unis : 8 février 1980 (sortie nationale)
  - France : 18 mai 1980 (festival de Cannes 1980), 21 mai 1980 (sortie nationale)

## Distribution
- Peter Sellers : Chance, le jardinier
- Shirley MacLaine : Eve Rand
- Melvyn Douglas : Benjamin « Ben » Turnbull Rand
- Jack Warden : le président des États-Unis, surnommé « Bobby »
- Richard A. Dysart : Dr. Robert Allenby
- David Clennon : Thomas Franklin
- Fran Brill (en) : Sally Hayes
- John Harkins (en) : Courtney
- Richard Basehart : Vladimir Skrapirov
- Ruth Attaway : Louise
- Georgine Hall : Mme Aubrey
- Than Wyenn (en) : l'ambassadeur Gaudifri
- Alice Hirson (en) : la Première dame des États-Unis
- Denise DuBarry : Johanna
- Oteil Burbridge : Lolo
- Donald Jacob : David
- Ernest McClure : Jeffrey
- James Noble : Kaufman, conseiller du Président
- Hal Ashby : un technicien (caméo)

## Distinctions

### Récompenses
- Los Angeles Film Critics Association Awards 1979 : Meilleur acteur dans un second rôle pour Melvyn Douglas
- Oscars 1980 : Oscar du meilleur acteur dans un second rôle pour Melvyn Douglas
- Golden Globes 1980 :
  - Meilleur acteur dans un film musical ou une comédie pour Peter Sellers
  - Meilleur acteur dans un second rôle pour Melvyn Douglas
- BAFTA Awards 1981 : BAFTA du meilleur scénario pour Jerzy Kosinski

### Nominations
- Oscars 1980 : Oscar du meilleur acteur pour Peter Sellers
- Golden Globes 1980 :
  - Meilleur film musical ou comédie
  - Meilleur réalisateur pour Hal Ashby
  - Meilleur actrice dans un film musical ou une comédie pour Shirley MacLaine
- BAFTA Awards 1981 :
  - BAFTA du meilleur film
  - BAFTA du meilleur acteur dans un rôle principal pour Peter Sellers
  - BAFTA de la meilleure actrice dans un rôle principal pour Shirley MacLaine